# Mustapha Toumi
Mustapha Toumi (* 14. Juli 1937 in Algier; † 3. April 2013 ebenda) war ein algerischer Schriftsteller.
Toumi war in der Kulturkommission der algerischen Nationalen Befreiungsfront (FLN) und im Informationsministeriums Algeriens tätig. Er verfasste Gedichte und Aufsätze zu kulturpolitischen Themen. 1969 gab er die Anthologie Pour l`Afrique heraus. Die von ihm 1969 geschaffene Erzählung Der Senegalese wurde von Karl Heinrich aus dem Französischen ins Deutsche übertragen.